# Virginie Calmels
Virginie Calmels (ur. 11 lutego 1971 w Talence) – francuska polityk, samorządowiec i menedżer związana z przedsiębiorstwami Canal+ oraz Endemol, zastępca mera Bordeaux, pierwsza wiceprzewodnicząca Republikanów (2017–2018).

## Życiorys
Absolwentka École supérieure de commerce de Toulouse. Odbyła studia podyplomowe z zakresu rachunkowości i finansów, ukończyła też Advanced Management Program w szkole biznesowej INSEAD. Od 1993 pracowała w przedsiębiorstwie audytowym Salustro Reydel. W latach 1998–2003 była związana z grupą Canal+, pełniła funkcje dyrektora finansowego (w Numericable), dyrektora finansowego grupy, zastępcy dyrektora generalnego oraz dyrektora operacyjnego. W latach 2003–2013 była dyrektorem generalnym francuskiego oddziału przedsiębiorstwa Endemol, a od 2007 jednocześnie jego prezesem. Weszła także w skład rady dyrektorów przedsiębiorstw Iliad, Technicolor i Assystem. W 2013 została przewodniczącą rady nadzorczej należącej do The Walt Disney Company spółki Euro Disney.
Zaangażowała się także w działalność polityczną. W 2014 została wybrana do rady miejskiej Bordeaux; mer Alain Juppé powołał ją na swoją zastępczynię do spraw gospodarki, zatrudnienia i zrównoważonego rozwoju. W 2015 z ramienia powstałych na bazie UMP Republikanów kandydowała bez powodzenia na prezydenta Nowej Akwitanii. Uzyskała w tych wyborach natomiast mandat radnej regionalnej, obejmując funkcję przewodniczącej partyjnej frakcji. W grudniu 2017 została pierwszą zastępczynią przewodniczącego Republikanów, ustąpiła jednak w czerwcu 2018.
Powróciła następnie do sektora prywatnego, m.in. w 2019 została przewodniczącą rady strategicznej przedsiębiorstwa Oui Care.

## Odznaczenia
Odznaczona Orderem Narodowym Zasługi V klasy (2008).